# روبرت ميرسير
روبرت ميرسير (بالإنجليزية: Robert Mercer)‏ هو رائد أعمال وعالم حاسوب أمريكي، ولد في 11 يوليو 1946 في سانتا كلارا في الولايات المتحدة.

## وصلات خارجية
- روبرت ميرسير على موقع إن إن دي بي (الإنجليزية)